# Volné sdružení M
Volné sdružení M je spolek bývalých členů SVU Mánes, kteří byli za svou kritiku vyloučeni nebo sami na protest odešli. Spolek vznikl v roce 2013. 

## Historie vzniku sdružení

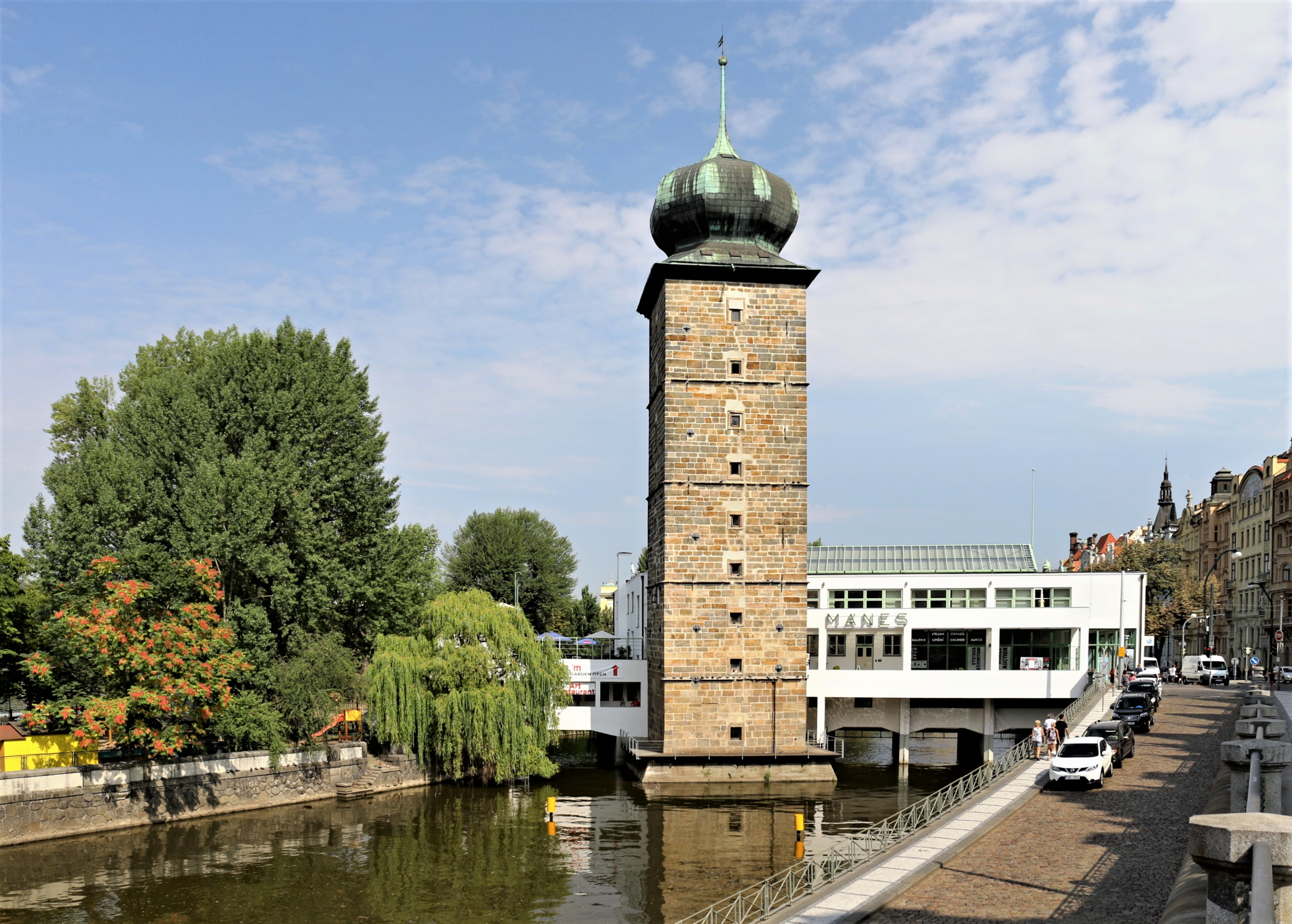
Budova SVU Mánes a Šítkovská věž

Vzniku sdružení předcházel konflikt vedení SVU Mánes s kurátorem Václavem Špale, který roku 2012 připravoval členskou výstavu spolku v jezuitském kostele Zvěstování Panny Marie v Litoměřicích. Poté, co do výběru nezařadil dílo jednatele SVU Ivana Exnera, navrhlo vedení spolku jeho vyloučení. Proti tomu se ohradila většina mladších členů SVU, kteří se rozhodli sepsat proti předsednictvu petici. Následně byli označeni za zrádce a na valné hromadě bylo rozhodnuto o jejich vyloučení poté, co byli během hlasování vykázáni za dveře. Na protest pak z SVU Mánes vystoupili i někteří prominentní členové, jako prof. Zdeněk Beran, prof. Jan Royt, Ivan Bukovský, Pavel Mára nebo Eliška Rožátová. V roku 2013 tak odešla téměř polovina bývalých členů SVU Mánes a založila Volné sdružení M, za jehož člena symbolicky přijala i Josefa Mánesa.
V dějinách SVU Mánes se odchody umělců nebo jejich vylučování stalo spíše běžnou praxí. V roce 1911 se vyhrotil spor mezi mladými a starými členy SVU Mánes a část avantgardních umělců založila novou Skupinu výtvarných umělců, orientovanou především na kubismus. Roku 1913 byl z SVU Mánes vyloučen Karel Čapek. Roku 1929 odešla pro napjaté vztahy a na protest proti konzervativním trendům (tzv. Secese z Mánesa) skupina umělců i teoretiků (Jan Bauch, Adolf Hoffmeister, Josef Kaplický, Rudolf Kremlička, František Muzika, Bedřich Stefan, Alois Wachsman, za teoretiky to byl Dr. Kamil Novotný a Dr. Jaromír Pečírka). Při otevření nové budovy Mánesa roku 1930 vznikly u některých členů pochybnosti o hospodárném nakládání s financemi SVU. Předsednictvo, které se cítilo ohroženo, vyloučilo historika V. V. Štecha, malíře Karla Holana, Miloslava Holého a Pravoslava Kotíka, sochaře Karla Kotrbu a architekta Jiřího Kodla.

## Členové

### Výtvarníci
- Zdeněk Beran
- Karel Balcar
- Ivan Bukovský
- Ivan Exner
- Dagmar Junek Hamsíková
- Jiří Hauschka
- Josef Hnízdil
- Milan Jaroš
- Rudolf Jung (fotograf)
- Zdeněk Lhoták
- Pavel Mára
- Lukáš Miffek
- Jan Neubert
- Aleš Ogoun
- Eliška Rožátová
- Jan Stoss
- Marie Strahovská
- Petr Šmaha
- Václav Špale
- Markéta Urbanová
- Jaroslav Valečka
- Jan Vančura
- Aleš Vašíček

### Teoretici
- Prof. PhDr. Ing. Jan Royt
- PhDr. MgA. Josef Záruba-Pfeffermann ml., PhD.

## Výstavy
- 2013 Proces na Zámku, Zámek Kvasiny
- 2013 Proces v Mánesově, Galerie Mánesova 54, Praha
- 2014 Tělo - Znak, Rabasova galerie, Nová síň pod Vysokou branou, Rakovník
- 2015 Volné sdružení M v Synagoze, Synagoga na Palmovce, Praha
- 2016 Volné sdružení M u Českých bratří, Sbor českých bratří, Mladá Boleslav
- 2017 Volné sdružení M v lágru, Galerie OPE, Památník Vojna u Příbrami (Lešetice)